# Ceracris szemaoensis
Ceracris szemaoensis är en insektsart som beskrevs av Zheng, Z. 1977. Ceracris szemaoensis ingår i släktet Ceracris och familjen gräshoppor. Inga underarter finns listade i Catalogue of Life.